# خور بوبيان

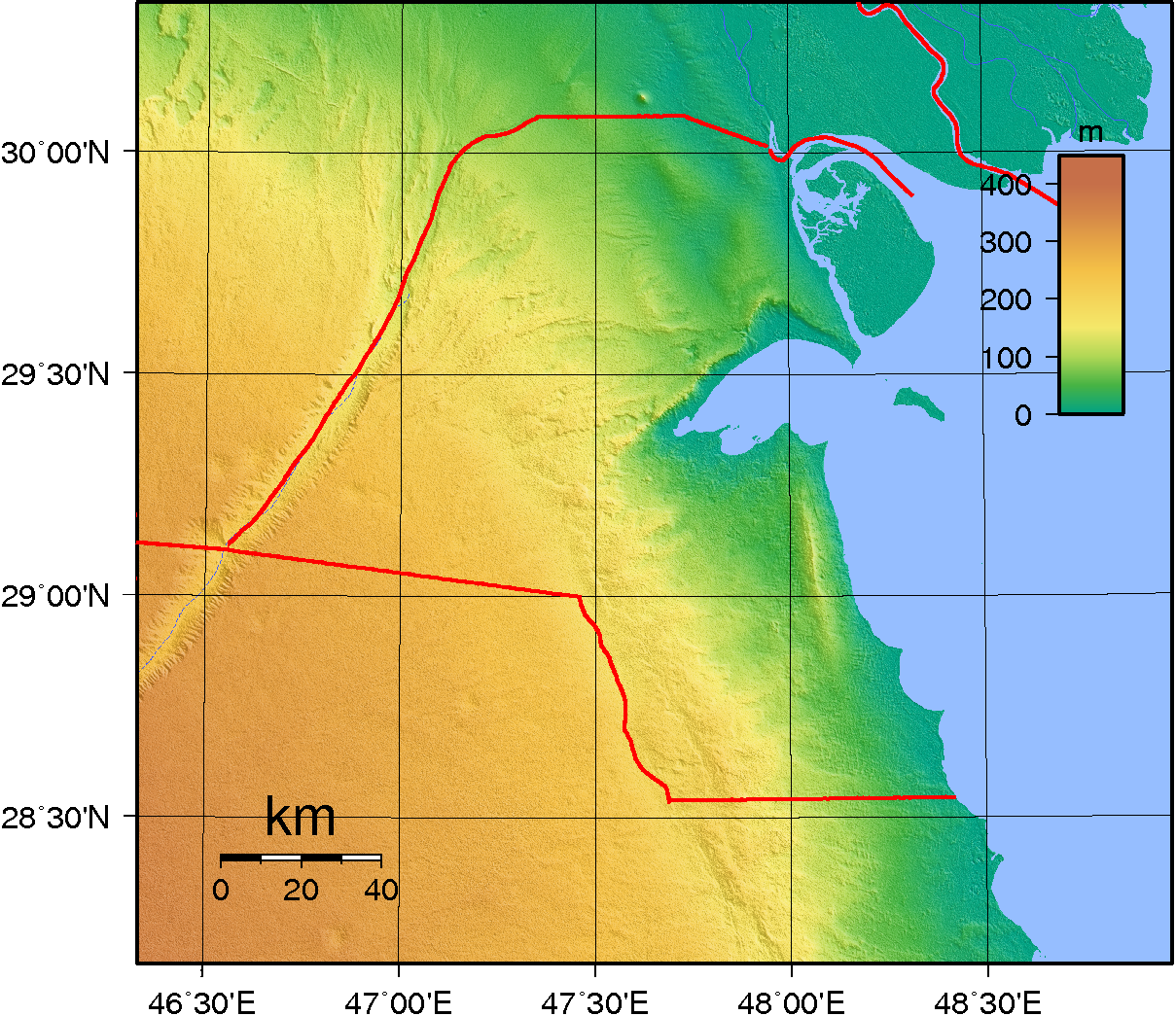
خور بوبيان يقع بين جزيرتي بوبيان و وربة.

خور بوبيان هو خور يقع في شمال الخليج العربي و تحديداً شرق جزيرة بوبيان، بين جزيرة بوبيان و جزيرة وربة.